# Cunewalde
Cunewalde è un comune di 5.274 abitanti della Sassonia, in Germania.
Appartiene al circondario (Landkreis) di Bautzen (targa BZ).